# Nallur
Nallur, (tamoul : நல்லூர்; singhalais : නල්ලූර් ), est une ville de la banlieue de Jaffna, au Sri Lanka.
Cette ville est un lieu saint et est le foyer du célèbre temple hindouiste Kovil de Kandaswamy, qui est le plus grand de la péninsule de Jaffna. Elle a également servi de capitale du Royaume de Jaffna sous le nom de Singai Nagar entre 1212 et 1619. Aujourd'hui, elle fait partie de la Grande Jaffna (Greater Jaffna)

## Étymologie
Le nom Nallur est formé de Nal qui signifie bonne et ur qui signifie ville. Le nom de Nallur n'ayant été jamais utilisé dans les chroniques tamoules de l'ère précoloniale, on considère souvent que ce nom est apparu après que la ville a perdu son statut de capitale au profit de la ville de Jaffna, construite par les Portugais en 1619. Sans doute la population a-t-elle voulu opposer sa ville à la nouvelle ville de Jaffna et rappeler le glorieux passé de la ville.

## Histoire

### Moyen Âge
Nallur a été proclamé capitale du Royaume de Jaffna par le premier roi de la dynastie des Ârya Chakravarti. La ville était un centre florissant pour l'architecture tamoule, la culture et l'apprentissage.
L'ancien nom de la ville était Singai Nagar. Avant que le royaume de Jaffna ne s'effondre, cette ville était la plus grande du pays. À cette époque, elle était fortifiée comme toutes les autres capitales du sud de l'Inde. Dans chacune des directions des portes permettaient l'entrée dans la ville. Ces portes étaient gardées par des divinités protectrices. La place du marché, muthirai santhai se trouvait au centre et parmi les places les plus importantes, le temple de Kandaswamy fonctionnait comme une forteresse dans laquelle les habitants se réfugiaient en cas d'attaque. Parmi les ruines que l'on peut encore voir à Nallur, le Yamuna Eri, qui d'après des traditions orales aurait été construit par le roi Sangili pour la reine. Le roi aurait fait venir de l'eau du fleuve Yamuna en Inde ce qui a donné le nom de ce point d'eau.

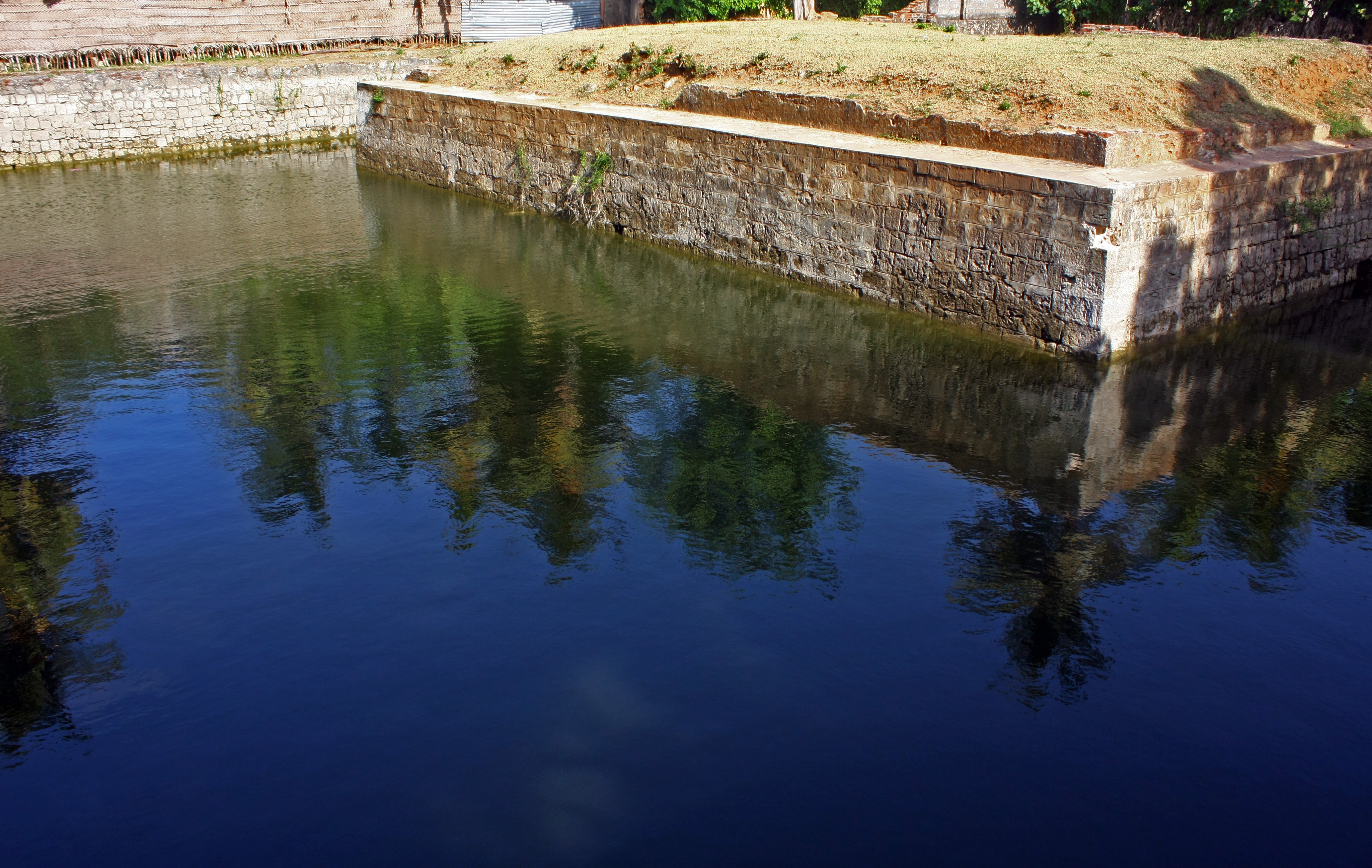
Yamuna Eri

En 1450, la ville a été envahie par le Roi de Kotte, Bhuvanaikabahu VI de Kotte. Le roi tamoul Kanakasooriya Cinkaiariyan reprit la ville en 1467, après 17 ans de règne cingalais.

### Période coloniale
En 1621, les Portugais ont mis fin aux quatre siècles de la dynastie Ârya Chakravarti. Le commandant Philippe de Oliverira fit détruire le temple de Nallur jusqu'à ses fondations, ainsi que tous les palais et toutes les structures faisant référence à la gloire du royaume déchu.
En 1734, pendant la colonisation néerlandaise, le temple fut reconstruit entre 1734 et 1749. Un sanctuaire musulman soufi y a été intégré, mais dès l'ouverture du temple, ce sanctuaire fut retiré par les hindous.

### Guerre civile du Sri Lanka
Les forces armées sri-lankaises ont imposé un No Fire Zone autour du temple, ce qui entraîna des vagues de réfugiés venant de toute la péninsule pendant les conflits.